# Permutação parcial
Na matemática combinatória, a permutação parcial em um conjunto finito S é uma bijeção entre dois subconjuntos específicos de S. Ou seja, é definida por dois subconjuntos U e V de tamanhos iguais e com mapeamento um-para-um de U para V. De forma equivalente, é uma função parcial em S, que pode ser estendida para uma permutação.
É comum considerar o caso onde o conjunto S é simplesmente o conjunto {1, 2, …, n} dos primeiros n inteiros. Neste caso, a permutação parcial pode ser representada por uma string de n símbolos, alguns dos quais são números distintos em um intervalo 1 para {\displaystyle n} e os remanescentes possuem um símbolo especial redondo ◊. Nesta formulação, o domínio U da permutação parcial, consiste nas posições da sting que não contém o símbolo redondo, e cuja posição é mapeada para um número naquela posição. Por exemplo: A string "1◊2" pode representar a permutação parcial que mapeia 1 para ele mesmo e mapeia 3 para 2.
Alguns autores restringem a permutação parcial de modo que o domínio 
ou o intervalo  da bijeção consiste dos primeiros k itens do conjunto dos n itens sendo permutados por algum k. No caso formal, a permutação parcial de tamanho k de um conjunto-n é apenas umas seqüência de k termos do conjunto-n, sem repetição. (Em combinações elementárias, esse objetos são as vezes confusamente chamados "permutação-k" do conjunto-n).
Alguns autores restringem permutações parciais